# Devájuti
En la mitología hindú, Devájuti es el nombre de una mujer, hija de Manu (Suaiambhú), esposa del sabio Kardama y madre de Kapilá, una encarnación (avatar) del dios Visnú.

## Nombre sánscrito
- devahūti, en el sistema AITS (alfabeto internacional para la transliteración del sánscrito).[1]
- देवहूति, en escritura devanagari del sánscrito.[1]
- Pronunciación: /devá juti/ en sánscrito[1]
- Etimología: ‘invocación a los dioses’[1]
  - devá: ‘dios hinduista’
  - juti: ‘llamado, invocación’; proviene de la raíz jué (hve).

## Textos
La leyenda de Devájuti no es mencionada en el Rig-veda (el texto más antiguo de la India, de mediados del II milenio a. C.). En este se menciona el término sánscrito devá-juti, pero no como el nombre de una persona, sino como su acepción de ‘invocación oral a los dioses védicos’.
La primera mención somera al personaje se encuentra en el Majábharata (extenso texto épico-religioso del siglo III a. C.).
Se desarrolló extensamente en el Bhagavata-purana (siglo XI d. C.).

## Leyenda
El sabio Kardama había realizado tapas (austeridad) durante diez mil años.
El dios Visnú se sintió impresionado por las austeridades del sabio y le dio como regalo nacer él mismo como hijo de Kardama.
Kardama entonces abandonó la selva y se casó con Devájuti. Con sus poderes mentales creó un vímana (nave aérea) con forma de palacio de varios pisos de altura, que flotaba en el aire y estaba decorado con hermosas joyas y lleno de habitaciones. Allí Kardama y su esposa Devá Juti tuvieron relaciones sexuales durante cien años.
Finalmente Kardama eyaculó nueve veces. Ese mismo día Devájuti parió nueve hijas. Los padres casaron a cada niña con un sabio:
- Kala, casada con Márichi
- Anasuia, con Atri
- Srada, con Ánguiras
- Javirbú, con Pulastia
- Gati, con Pulaja
- Kríia, con Kratu
- Kiati, con Bhrigu
- Arundati, con Vásista
- Shanti con Átharva.

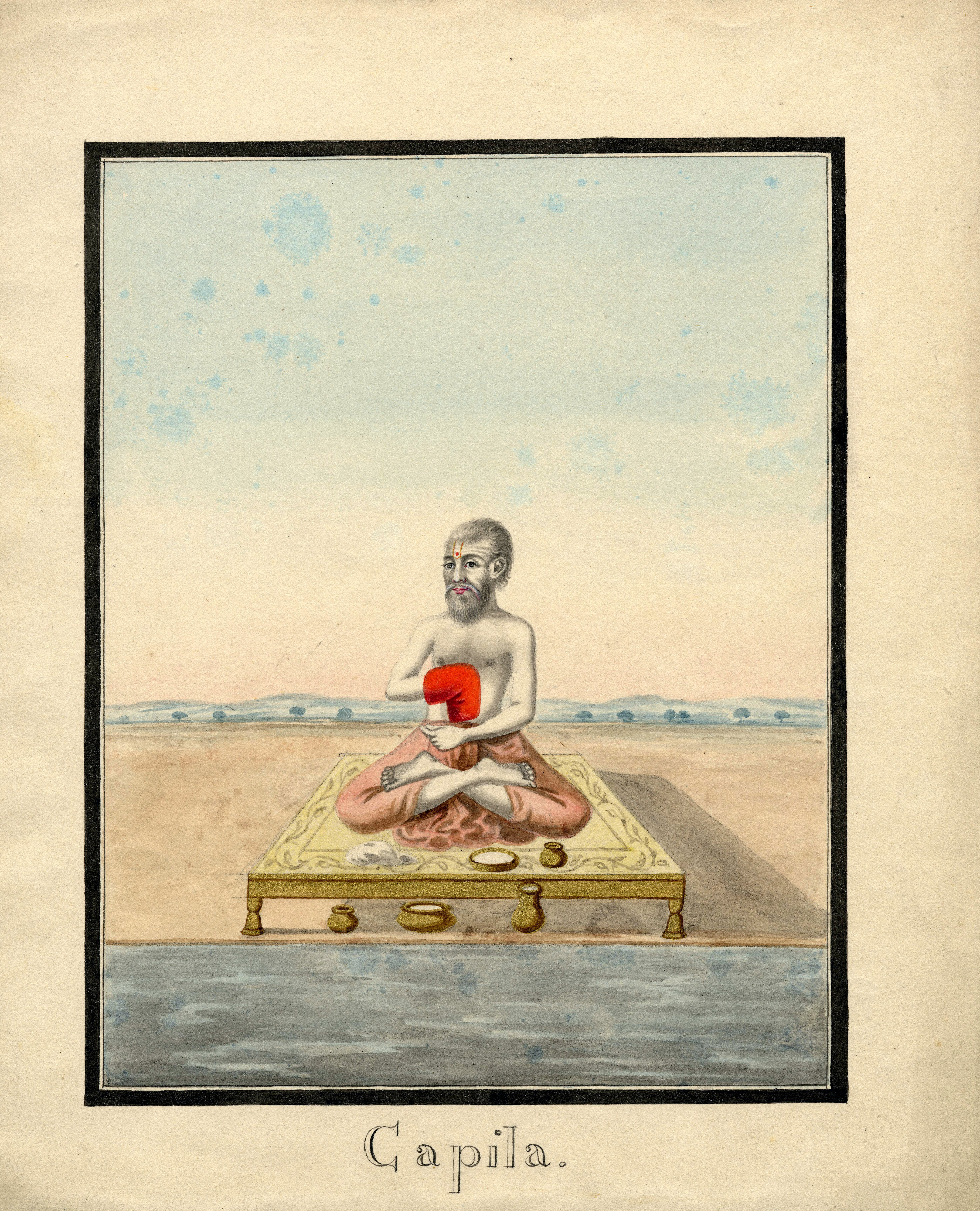
El sabio Kapilá, avatar de Visnú e hijo de Devájuti.

Después de que estas nueve niñas abandonaron el hogar de Kardama y Devájuti, el dios Visnú entró en el semen de Kardama y encarnó en el vientre de Devájuti como su hijo, y fue nombrado Kapilá. Inmediatamente después, Kardama abandonó a su esposa para convertirse en ermitaño.